# Jaime Welsh
Jaime Welsh (* 1994 in Lissabon, Portugal) ist ein portugiesischer Künstler, der in London lebt und arbeitet. Jaime Welsh schafft stark inszenierte Fotografien, die oft isolierte Figuren in großartigen, autoritär wirkenden Gebäuden zeigen. Welshs akribische Herangehensweise – von der Standortwahl und dem Set-Design über die Komposition bis hin zur aufwändigen Nachbearbeitung – führt zu vielschichtigen, spannungsgeladenen Bildern, die ein tiefes Gefühl psychologischer Unruhe hervorrufen.

## Leben
Jaime Welsh schloss 2017 sein Diplom in Kunst und Design am Camberwell College of Art in London ab. Von 2017 bis 2019 absolvierte er einen Bachelor of Fine Art in Malerei am Wimbledon College of Art in London. Im Jahr 2021 erwarb er einen Master in zeitgenössischer künstlerischer Praxis an der Goldsmiths University of London in London. Im Jahr 2025 ist er Artist-In-Residence der Laurenz-Haus Stiftung in Basel.

## Werk
In Welshs sorgfältig komponierten Fotografien klinischer und offizieller Innenräume werden Figuren häufig innerhalb architektonischer Räume als Allegorien für ängstliche oder angespannte psychologische Zustände dargestellt. Seine Forschung konzentriert sich auf die formale Beziehung zwischen Mensch und Architektur sowie auf die Darstellung psychischer Innerlichkeit durch Fotografie. Seine Kompositionen weisen oft charakteristische Merkmale auf: intensives Licht, glatte Oberflächen und leere Räume.
Seine Figuren verkörpern häufig das italienische Konzept des incantarsi – ein momenthaftes Abwesendsein, bei dem der Blick nach innen driftet und in Gedanken verloren ist. Welshs Sujets stehen unbeholfen da, durchzogen von einem stillen Gefühl der Entfremdung.
In der Serie The Inheritors platziert Welsh junge Kinder in den strengen Innenräumen der ehemaligen Banco Nacional Ultramarino in Lissabon. Mit diesen Bildern untersucht er, wie autoritäre Architektur Macht verkörpert und fortbestehen lässt. Er zeigt, wie Ideologie in die Struktur von Räumen einsickert und menschliche Identität prägt. Die Präsenz der Kinder in diesen imposanten Umgebungen lädt zur Reflexion über die Schatten der Geschichte, das komplexe Erbe des Faschismus und die spannungsreiche Beziehung zwischen Unschuld und Autorität ein.
In seiner Serie Inward fotografiert Welsh einen Jungen allein in den monumentalen Innenräumen der Universität Lissabon, die während der Estado-Novo-Diktatur errichtet wurde. Der Junge erscheint in einsamen Posen – stehend, sitzend oder sich durch die kargen Räume bewegend. Welsh fühlt sich zu offiziellen Gebäuden hingezogen, in denen Architektur und Design Macht verkörpern. Die Spannung zwischen Erhabenheit und Leere erzeugt ein Gefühl der Beklemmung, wobei die äußere Eleganz härtere Realitäten verbirgt.
Frühere Arbeiten zeigen häufig doppelte Figuren. Die unheimlichen Zwillinge in Cabin und das geisterhafte Spiegelbild in For Laura (double) betonen eine durchgängig unsichere Haltung gegenüber der Realität. In seinen frühen Fotografien arbeitete Welsh oft mit Freunden und Familienmitgliedern, später ersetzte er diese durch Modelle, um eine stärkere Kontrolle über die emotionale Choreografie zu gewinnen.
2018 erhielt er ein Stipendium der Calouste-Gulbenkian-Stiftung und nahm sowohl an der Goldsmiths Excellence Scholarship (2018–2020) sowie als auch am Tate Exchange Residency Program in der Tate Modern (2018–2020) teil.
Im Jahr 2020 wurde Welshs Fotografie The Ambassador’s Suite von CIRCA ausgewählt und auf dem ikonischen Piccadilly-Lights-Bildschirm in London gezeigt. Im selben Jahr wurde seine Arbeit in London Now in der Saatchi Gallery ausgestellt.
Für seine MFA-Abschlussausstellung 2021 an der Goldsmiths präsentierte Jaime Welsh die Serie For Laura, großformatige Fotografien, die kurz darauf in die permanente Sammlung des CAM Gulbenkian aufgenommen wurden. Die Serie wurde auch in Elephant Magazine vorgestellt, das ihn als aufstrebenden Kunsthochschulabsolventen hervorhob.
2021 wurde er in das Bloomberg New Contemporaries Programm aufgenommen und nahm dadurch an der White Cube Ausstellung Tomorrow teil.
2022 fand seine erste institutionelle Einzelausstellung in Portugal in der Galeria Municipal de Almada statt, kuratiert von Filipa Oliveira.
2023 wurde er für den Baloise Art Prize auf der Art Basel Statements nominiert und präsentierte eine doppelseitige fotografische Installation, die von der Decke hing.
2024 wurde er von Prada für ein Sonderprojekt für die Juni-Ausgabe des französischen Kunst- und Modemagazins STUDIO MAGAZINE beauftragt.
Seine erste institutionelle Einzelausstellung in Deutschland fand im Herbst 2024 im E-Werk Freiburg statt. Werke aus dieser Ausstellung wurden von der Portugiesischen Staatlichen Sammlung Zeitgenössischer Kunst angekauft.

## Ausstellungen (Auswahl)

### Einzelausstellungen
- 2021 For Laura, Madragoa, Lissabon
- 2022 Galeria Municipal de Almada, Almada, Portugal
- 2023 Inward, Ginny on Frederick, London
- 2023 Statements, Baloise Kunst-Preis Art Basel, Basel
- 2024 The Inheritors, E-Werk Freiburg, Freiburg im Breisgau

### Gemeinschaftsausstellungen
- 2017 Balzklub, O Armário, Lissabon, Portugal
- 2018 Behind Bars, The Old Police Station Art Centre, London, Vereinigtes Königreich
- 2018 Coded Encounters, Galeria Graça Brandão, Lissabon, Portugal
- 2018 O coração por um fio, Galeria Valbom, Lissabon, Portugal 2018 Cabinet Hospitality, The Sanderson, London, Vereinigtes Königreich
- 2019 Soirée Buffet, featuring: Adam Christensen, Kevin Brennan, Joshua Collings and Jaime Welsh, London
- 2019 Sonic Youth, Galeria Municipal de Arte de Almada, Almada, Portugal
- 2019 Hope this finds you well, Gallery 46 Whitechapel, London, Vereinigtes Königreich
- 2020 The Ambassador’s Suite, Piccadilly Lights, kuratiert von Circa Art, London, Vereinigtes Königreich
- 2020 London Now, Saatchi Gallery, London, Vereinigtes Königreich
- 2020 DOOMED, Spirit Shop, com o apoio de Galeria ZDB, Lissabon, Portugal
- 2020 Home-work, Madragoa, Lissabon, Portugal
- 2021 EMBORA, Madragoa, Rom, Italien
- 2021 Goldsmiths MFA Degree show, Goldsmiths University of London, London, Vereinigtes Königreich
- 2021 Doubling Down, Castor Gallery (offsite) Tomorrow, White Cube, London, Vereinigtes Königreich
- 2021 Entre Paredes Futuros, Paços Galeria Municipal de Torres Vedras, Torres Vedras, Portugal
- 2021 Bloomberg New Contemporaries, Firstsite Colchester Museum, Colchester, Vereinigtes Königreich
- 2021 Bloomberg New Contemporaries, South London Gallery, London, Vereinigtes Königreich
- 2022 Aqui Somos Rede, Museu de Arte Contemporânea de Elvas - Coleção António Cachola, Elvas, Portugal
- 2023 Contravisões - a fotografia na Coleção António Cachola, MACE, Elvas, Portugal
- 2023 Histórias de uma Coleção Arte Moderna e Contemporânea do CAM, Calouste Gulbenkian Museum, Lissabon, Portugal
- 2023 The Whole Body is Political, Sociedade Nacional de Belas Artes, Lissabon, Portugal
- 2023 Between 58 and 131 infinitely, Galeria Martin Janda, Wien, Österreich